# Achluachrach

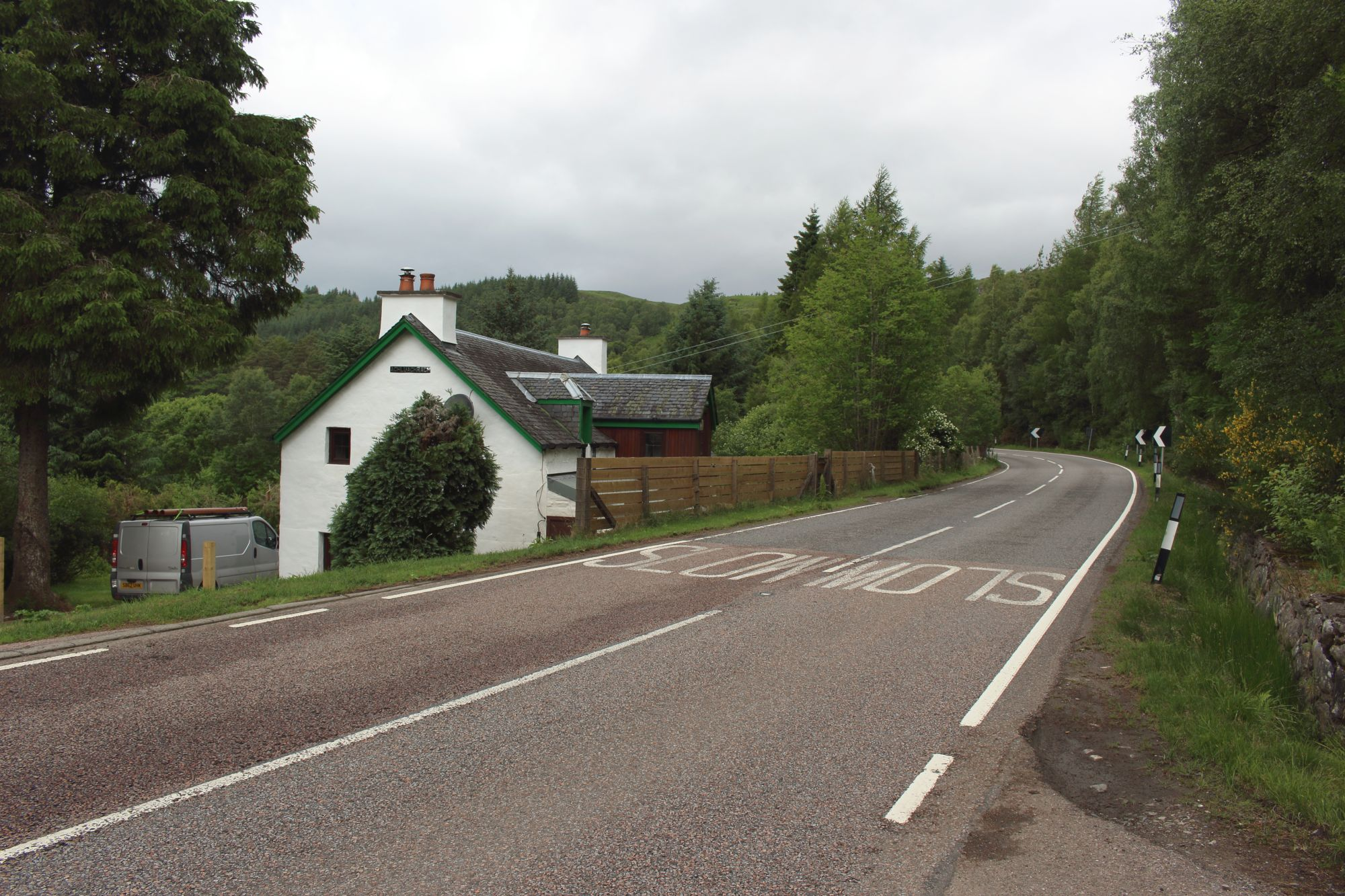
Durchgangsstraße von Achluachrach

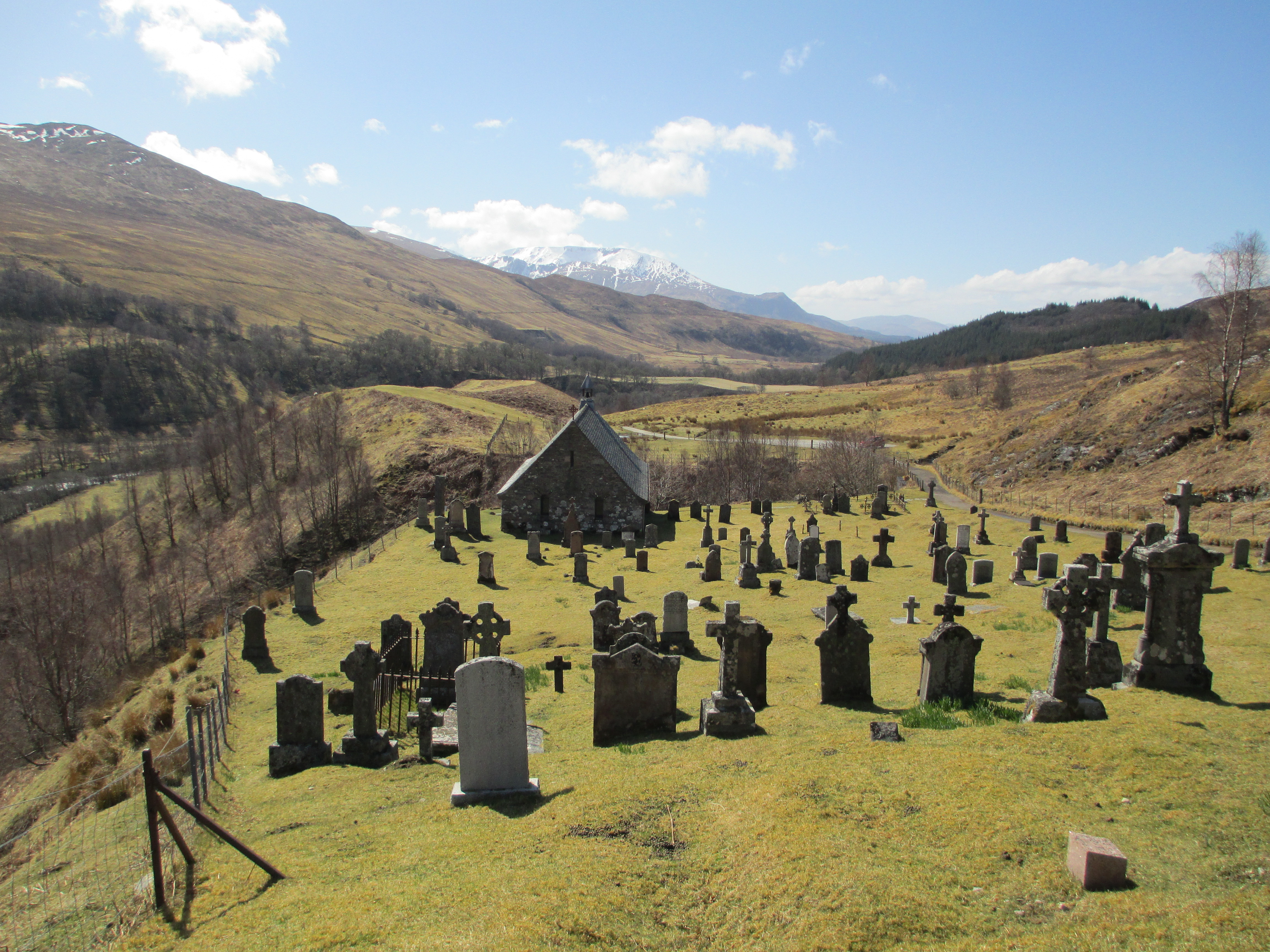
Kirche und Friedhof oberhalb des Ortes

Achluachrach ist eine kleine Ortschaft, die südwestlich von Inverness in der Council Area Highland im Norden von Schottland liegt. Im Rahmen der historischen Gliederung Schottlands in Civil Parishes zählt es zu Kilmonivaig, das zu Inverness-shire gehörte.
Achluachrach liegt im Glen Spean am rechten, nördlichen Ufer des River Spean. Es umfasst nur einige wenige Häuser, darunter ein kleines Hotel. Verkehrstechnisch zu erreichen ist Achluachrach über die von Spean Bridge nach Kingussie führende A86. Zwischen dem Ort und dem Fluss verläuft die West Highland Line, der nächstgelegene Bahnhof findet sich wenige Kilometer weiter westlich in Roybridge.
Die nordöstlich, oberhalb des Ortes, gelegene St Cyril Church mit ihrem sie umgebenden Friedhof steht unter Denkmalschutz.